# اغتصاب رمادي

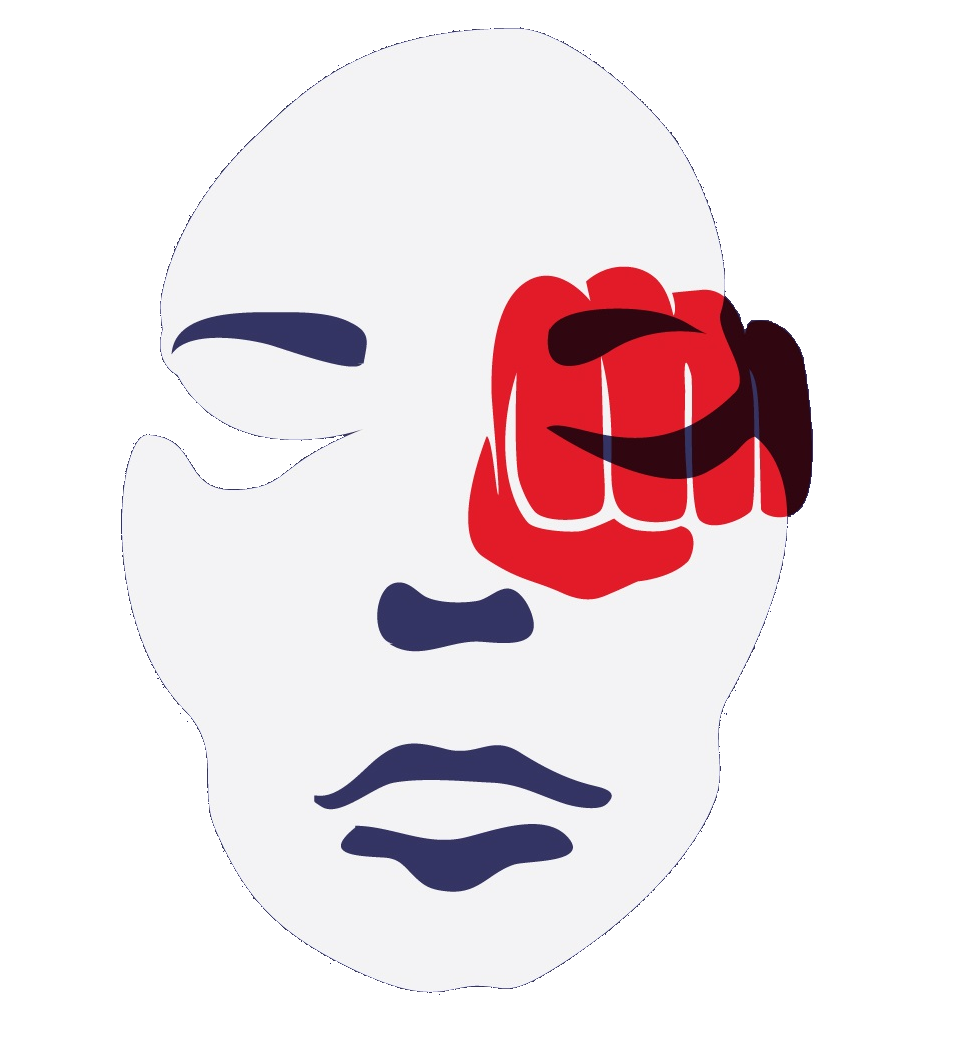
صورة تعبيرية لتأثير الاغتصاب الرمادي على نفسية الضحية

مصطلح الاغتصاب الرمادي ويعرف في اللغة الإنجليزية: (Gray rape)  وهو ممارسة الجنس دون وجود موافقة صريحة وواضحة على ذلك بين الطرفين، وهو مصطلح كان قد عُمِّمَ من قِبَل لورا سيسيونس ستيب في مقالتها العالمية المنشورة عام 2007 بعنوان: «نوع جديد من الاغتصاب في إطار المواعدة»، وفيها تشرح ستيب أنّ الاغتصاب الرمادي يقع في مكانٍ ما بين الموافقة والرفض، وتصِفه بأنّه أكثر إرباكًا من الاغتصاب في إطار المواعدة، وذلك لأنّ كلا الطرفين في معظم الأحيان يكونان غير متأكدين مما يريدان تمامًا.
انتُقِد هذا المصطلح لعدة أسباب، إذ جادلت ليزا جيرفيس -مؤسسة مجلة بيتش- بأنّ الاغتصاب الرمادي لا يختلف عن الاغتصاب في إطار المواعدة وبأنّهما يُمَثِّلان الشيء نفسه، كذلك قالت جيرفيس بأن الترويج للاغتصاب الرمادي يُشَكِّل رد فعل عنيف ضد التمكين الجنسي للمرأة، كما يُخاطر بخسارة المكاسب التي حقّقتها النساء في أخذ الاغتصاب على محمل الجد.
تقول مسؤولة جرائم الجنس السابقة في مكتب المدعي العام لمنطقة مانهاتن ليندا فيرستين: «في نظام القضاء الجنائي لا يوجد شيء اسمه الاغتصاب الرمادي، [هو] ليس مصطلحًا جديدًا، وليس تجربة جديدة. بالنسبة إلى الصحفيين، قد يكون الأمر كذلك، لكن بالنسبة إلى أولئك الذين عملوا في المحاماة أو تطبيق القانون، فإنّ هذا الوصف لوقوع شيء ما في منطقة رمادية كان متواجدًا طوال الوقت.» ترفض كونسنت إيد -مؤسسة تثقيف جنسي غير ربحية في كندا- فكرة الاغتصاب الرمادي، مشيرةً إلى أنّ حالات الاغتصاب تستدعي معرفة الجناة بما يفعلونه بالضبط؛ فالاغتصاب ليس مجرد حادث.

## الاصطلاح
ورد هذا المفهوم في كتاب كاتي رويف الصادر عام 1994 بعنوان: «الصباح بعد: الجنس، الخوف والنسوية في الحرم الجامعي»، حيث كتبت رويف: «يوجد منطقة رمادية قد يكون فيها اغتصاب شخص ما هو ليلة سيئة لآخر»، مجادلةً بأنّ نشاط الحركة النسوية ضد الاغتصاب في حرم الجامعات عامل النساء كالأطفال من خلال إعادة تعريف اللقاءات الجنسية التي تكون قسرية بشكلٍ غير واضحٍ باعتبارها اغتصابًا، حيث قالت بأنّ «...توسيع النسويات المعاصرات لتعريف الاغتصاب، هو مجرد معاملة متزمتة للنساء باعتبارهن أطفالًا، متسترةً تحت غطاء السياسات التقدمية.»
ووفقًا لما ذكرته إيما جراي -كاتبة في هاف بوست، يمكن تعريف «الجنس الرمادي» بأنه الجنس الذي يرافقه الشعور بالانتهاك دون أن يكون جنائيًا، وتشرح راشيل ثومبسون بأنّ هذه الحالات قد لا تقع تقنيًا ضمن التعريف القانوني للاعتداء الجنسي، إلّا أنّنا نستخدم مصطلح «المنطقة الرمادية» لأننا لا نملك حاليًا المصطلحات التي تصف هذه التجارب، كذلك تقول إلسي ثومبسون بأنّ الحديث عن موضوع المنطقة الرمادية شائك لأننا لا نملك المتطلبات اللغوية اللازمة لذلك.
تتحدث آشلي سي. فورد عن تجربة رفيقتها في السكن مع أصدقائها الحميمين، التي تصف حدوث الأمر بأنّها «تستلقي فقط وتتركه يقوم بذلك»، وتضيف: «...عندما تعودين للمنزل مخمورةً، أو متعبةً بشدة، أو أنكِ لا تشعري بالرغبة في القيام بذلك، إلا أنكِ تجديه يرغب بذلك، فإنك تدعيه فقط يقوم بما يريد». بيّنت فورد ضرورة الحاجة إلى لغة أكثر حسمًا ووضوحًا لتسهيل المحادثات الدقيقة حول طيف الضرر الذي يلحق بالنساء جسديًا ونفسيًا نتيجةً لهذه التجارب.
استخدم مصطلح الاغتصاب الرمادي لوصف الادعاء المتعلق بجريمة اغتصاب وقعت في جامعة براون لعام 1996، والذي شمل الطالبين آدم لاك وسارا كلاين. فوفقًا للاك حدث الجنس مع كلاين بالتراضي، بينما لم تدرك كلاين على ما يبدو لممارستها الجنس معه إلا بعد عدة أيام عندما سألها لاك عن التجربة. قالت كلاين أنها كانت مخمورة ورفعت دعوى ضده، بينما لاك قال بأنه لم يعلم بذلك، وبأنها لم تكن موافقة فحسب، بل هي من بدأت بذلك. أُسقِطَت الدعوة فيما بعد، وتلقَ لاك تهذيبًا أكاديميًا كنتيجة لذلك.
جاء تعريف الاغتصاب الرمادي بعد مقالة ستيب، ليشمل التجارب الجنسية المؤسفة، والقرارات التي اتُّخِذَت تحت تأثير المخدرات والكحول. وتُعرِّف المجلة النسوية التعبير على أنه ممارسة لا تحدث بالتراضي التام، ولكنه ليس اعتداءً جنسيًا، أو بأنه تجربة جنسية غير مرغوبة.

## الجدل والنقاش
صرّحت جامعة فلوريدا: «تولّد نقاش حول نوع معين من اللقاءات، ذلك النوع الذي قد لا يُنظَر إليه على أنه اعتداءٌ جنسيٌّ، لكنّه يُشكِّل شيئًا أكثر ضبابية من موعد سيئ".
طردت جامعة واشنطن ولي في عام 2014 طالبًا سُمّي جون دو بسبب ما وُصِفَ بالاغتصاب الرمادي لامرأة سُمِّيَت جين دو. ووفقًا للدعوة، التقت جين بجون في حفلة في شباط/فبراير 2014، حيث مارس الاثنان الجنس، لم تطلب منه التوقف حينها، لكنها ندمت لاحقًا، بعد أن رأته يُقَبِّل امرأة أخرى. وفي صيف عام 2014، أثناء عملها في عيادة نسائية تساعد ضحايا الاعتداء الجنسي، تحدثت جين إلى فريق العمل وأعادت تقييم اللقاء في وقت لاحق على أنه اغتصاب. في غضون 21 يومًا طُرِد جون من واشنطن ولي. قام جون بمقاضاة الجامعة لاحقًا. وفي عام 2015، رفضت واشنطن ولي الدعوى القضائية، لكن القاضي نورمان ك. مون أنكر اقتراح الرفض، سامحًا لجون دو بالاستمرار في المطالبة بتعويضات من طرده، معتقدًا أن جون كان متهمًا خطأً بسوء السلوك الجنسي، لينتهي الأمر بتسوية خارج المحكمة.
يرفض البعض فكرة الاغتصاب الرمادي قائلين إنه يروج لأسطورة أن الاغتصاب يمكن أن يكون حادثًا، ويقولون أن الموافقة هي موافقة؛ لا يوجد مجال رمادي بين الموافقة وعدم الموافقة.